# Phyllozelus siccus
Phyllozelus siccus är en insektsart som först beskrevs av Walker, F. 1869.  Phyllozelus siccus ingår i släktet Phyllozelus och familjen vårtbitare.

## Underarter
Arten delas in i följande underarter:
- P. s. breviusculus
- P. s. siccus